# Жанакурилиський сільський округ
Жанакурили́ський сільський округ (каз. Жаңақұрылыс ауылдық округі, рос. Жанакурылысский сельский округ) — адміністративна одиниця у складі Аральського району Кизилординської області Казахстану. Адміністративний центр та єдиний населений пункт — село Жанакурилис.
Населення — 765 осіб (2021; 890 у 2009, 890 у 1999, 964 у 1989).
Станом на 1989 рік існувала Жанакурилиська сільська рада (село Жанакурлис) у складі Казалінського району, з 1996 року передана до складу Аральського району.